# 3. Königlich Bayerische Feldartillerie-Brigade
Die 3. Feldartillerie-Brigade war ein Großverband der Bayerischen Armee.

## Geschichte
Der Großverband wurde am 1. Oktober 1900 in Nürnberg errichtet. Zum 1. Oktober 1901 wurde sie in 6. Feldartillerie-Brigade umbenannt und gleichzeitig als Teil der 3. Division mit Kommando in Landau in der Pfalz neu aufgestellt.
Die Brigade wurde zu Beginn des Ersten Weltkrieges im Rahmen der 6. Armee an der Westfront eingesetzt.
Ab 22. Februar 1917 führte der Verband die Bezeichnung Artillerie-Kommandeur Nr. 3.

## Unterstellung
Ihr unterstanden folgende Verbände:
- 5. Feldartillerie-Regiment „König Alfons XIII. von Spanien“ in Landau
- 12. Feldartillerie-Regiment in Landau

## Kommandeure
| Dienstgrad          | Name                  | Datum                                   |
| ------------------- | --------------------- | --------------------------------------- |
| Oberst/Generalmajor | Friedrich Lobenhoffer | 01. Oktober 1900 bis 30. September 1901 |
| Oberst/Generalmajor | Kaspar Häusler        | 01. Oktober 1901 bis 19. Mai 1905       |
| Generalmajor        | Alfred von Kesling    | 27. Mai 1905 bis 27. April 1906         |
| Oberst/Generalmajor | Lothar Straßner       | 28. April 1906 bis 22. April 1910       |
| Generalmajor        | Wilhelm Täubler       | 23. April 1910 bis 23. Juli 1911        |
| Oberst/Generalmajor | Ferdinand Jodl        | 24. Juli 1911 bis 24. Oktober 1913      |
| Generalmajor        | Franz von Held        | 28. Oktober 1913 bis Januar 1919        |